# Joannes Actuarius

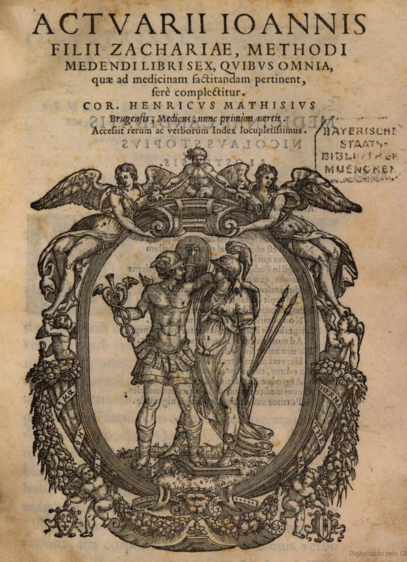
Methodi medendi libri sex, Johannes Zacharias (Actuarius.), Cornelius H. Mathisius 1554

Johannes Zacarías Actuarius (c. 1275 – c. 1328), hijo de Zacarías, era un médico bizantino en Constantinopla. Practicó con algún grado de crédito, ya que fue honrado con el título de Actuarius, una dignidad otorgada con frecuencia en ese tribunal en médicos.

## Biografía
Muy poco se sabe de los acontecimientos de su vida, y sus fechas se debaten, ya que algunos creen que vivió en el siglo XI, y otros lo sitúan en fecha tan reciente como el comienzo del siglo XIV. Él vivió probablemente hacia el final del siglo XIII, ya que una de sus obras está dedicada a su tutor, José Racendytes, que vivió durante el reinado de Andrónico II Paleólogo (1282-1328). Uno de sus compañeros de escuela se supone que han sido Apocauchus, a quien describe (aunque sin nombrarlo) como ir a una embajada en el norte.
Escribió varios libros sobre temas medicinales, en particular, un extenso tratado sobre las orinas y la uroscopia. Alrededor de 1299, consideró mudarse a Tesalónica, pero decidió quedarse en Constantinopla; más tarde, fue nombrado médico jefe del emperador .
Algunas de sus obras fueron traducidas al latín, y publicado en el siglo XVI.

## Obras
- Περί Ενεργειων καί Παθων του Ψυχικου Πνεύματος, καί της κατ 'αυτό Διαίτης (Lat. De Actionibus et affectibus Spiritus Animalis, ejusque Nutritione ). Esta es un trabajo de psicológica y fisiológica  en dos libros, en el que todo su razonamiento parece estar basado en los principios establecidos por Aristóteles, Galeno, y otros, en relación con el mismo tema. El estilo de este tratado no es de ninguna manera impura, y tiene una gran mezcla del viejo ático en él, que  muy rara vez  se reunió con los escritores griegos posteriores. Un resumen tolerablemente de ella está dada por Barchusen.[7] Fue publicado por primera vez en una traducción latina por Giulio Alessandrini en 1547. La primera edición del original fue publicado en 1557, editado, sin notas ni prefacio, por Jac. Goupyl. Una segunda edición en griego apareció en 1774, bajo el cuidado de J.F.Fischer. Ideler también introdujo en el primer volumen de su Physici et Medici Graeci Minores (1841); y la primera parte de J.S. Bernardi 'Reliquiae Medico-Criticae (1795) contiene un poco de escuela griega en el trabajo.
- Θεραπευτική Μέθοδος (Lat. De Methodo medendi ). Seis libros que hasta ahora han aparecido completa sólo en una traducción latina, aunque Dietz tenía, antes de su muerte, los materiales recogidos para una edición griega de esta y sus otras obras.[8] En estos libros, dice: Friend, a pesar de que principalmente le sigue Galen , y muy a menudo Aecio Amidenus y Paulus Aegineta sin nombrarlo, sin embargo, hace uso de lo que encuentre a su propósito, tanto en los antiguos y los modernos escritores, griegos y "bárbaros"; y de hecho nos encontramos en él varias cosas que no se han de cumplir con otros lugares. La obra fue escrita improvisadamente, y diseñada para el uso de Apocauchus durante su embajada en el norte.[9] Una traducción latina de esta obra de Corn. H. Mathisius, fue publicada por primera vez en 1554. Los primeros cuatro libros aparecen a veces que han sido considerados para formar una obra completa, de los cuales el primero y el segundo se han insertado por Ideler en el segundo volumen de su Physici et Medici Graeci Minores (1542), bajo el título " Περί Διαγνώσεως Παθων "(Lat. De Morborum Dignotione ), y de la que los extractos griegas de H. Stephens  probablemente están tomadas de Dictionarium Medicum (1564). Los libros quinto y sexto también se han tomado para un trabajo independiente, y fueron publicadas por ellos mismos en una traducción latina por Ioannes Ruellius (1539), con el título De Medicamentorum compositione . Un extracto de este trabajo se inserta en la colección de escritos de Jean Fernel;  De Febribus (1576).
- Περί Ουρων (Lat. De urinis ). Un tratado sobre la orina en siete libros. Actuarius trata este tema por completo y claramente, y, a pesar de que trata sobre el plan que Teófilo Protospatharius había marcado, sin embargo, ha añadido una gran cantidad de materia original. Es la obra más completa y sistemática sobre el tema que permanece desde la antigüedad, tanto es así que, hasta que las mejoras químicas del siglo XIX, no había dejado casi nada nuevo que decir para los modernos, muchos de los cuales lo transcribieron casi palabra por palabra. Este trabajo fue publicado por primera vez en una traducción latina de Ambrose Leo (1519), y ha sido reimpreso en numerosas ocasiones; el original griego fue publicado por primera vez en el segundo volumen de la obra de Ideler citado anteriormente. Dos ediciones latinas de sus obras completas se dice por Choulant que habían sido publicadas en el mismo año,[10] de 1556, uno en París y otro en Lyon.[4]

### Publicaciones
- Dambasis, I. Ioannes Actuarius. Iatrika Chronika, 19661; vol. 7: 206 (in Greek)
- Hohlweg, A. "John Actuarius' de Methodo Medendi." In: Scarborough, J, ed. Symposium on Byzantine Medicine. Dumbarton Oaks Papers, Washington, Columbia, 1984; 121-133.